# Aragonès
|  | Per a altres significats, vegeu «Aragonés». |

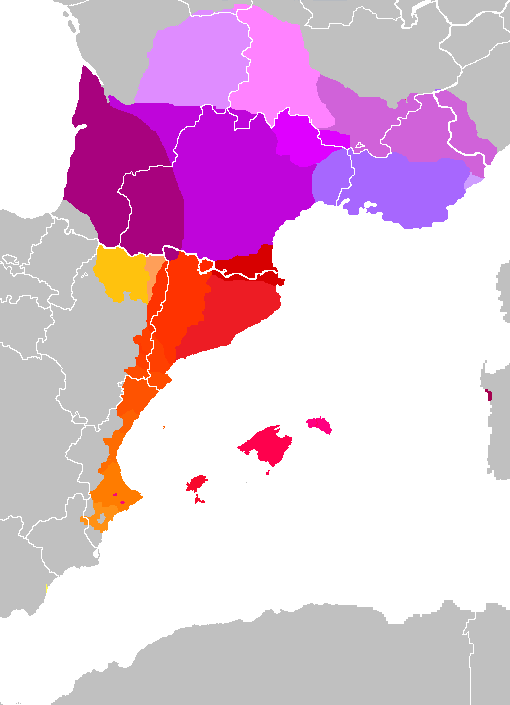
Llengües occitanorromàniques

L'aragonès o aragonés és una llengua romànica parlada en diverses valls del Pirineu aragonès, principalment a les comarques del Somontano, la Jacetània, l'Alt Gàllego, el Sobrarb i a l'oest de la Baixa Ribagorça. Els parlants nadius solen anomenar-lo pel nom del seu dialecte: belsetán, ribagorçano, cheso, benasquès, etc. Dins del territori considerat aragonesòfon en l'actualitat, són les valls d'Echo, Ansó, Gistau, la zona de Panticosa, la subcomarca de la Fova i una part de la Ribagorça Occidental aquelles on l'aragonès es parla encara amb certa vitalitat.

## Distribució
Històricament, la llengua aragonesa, també coneguda com a navarrès-aragonès pel que fa a la seva etapa medieval, va arribar a ocupar la major part del territori aragonès, bona part de Navarra i La Rioja, les comarques interiors del Regne de València repoblades principalment per aragonesos i part de l'antic regne de Múrcia.
En l'actualitat, però, l'aragonès és una de les comunitats lingüístiques més menudes d'Europa, amb uns 8.500 parlants nadius, i a les zones rurals del nord d'Aragó, on encara té una certa vitalitat, menys de 600 joves han adquirit aquesta llengua per transmissió familiar. Segons la UNESCO, és una llengua extremadament amenaçada. Ni la llengua aragonesa, ni el català parlat a la Franja de Ponent, són llengües oficials a Aragó.
Els principals municipis on encara hi ha parlants patrimonials de l'aragonès són: Graus, Montsó, Barbastre, Fonts, Echo, Estadella, Samianigo, Jaca, Plan, Ansó, Ayerbe, Panticosa, Lo Grau i Osca. Per tot el domini lingüístic, s'hi reconeixen diversos dialectes de l'aragonès, que alguns consideren com a meres parles locals.
Les zones i poblacions amb més vitalitat de la llengua aragonesa es concentren en un territori amb poca densitat de població al voltant del Pirineu. Però des dels anys 1970 un moviment de revitalització feble ha aconseguit crear grups menuts de nous parlants, sobretot en algunes ciutats com Saragossa o a altres poblacions del nord.

## Dialectes
Hi ha varietats occidentals (Ansó, Echo, Tena, Ayerbe) i varietats orientals (Gistau, Fueva, Benasc, Ribagorça) caracteritzades per trets compartits amb el català, com per exemple, l'ús del passat perifràstic, encara que aquest es faci diferent al català, per exemple en aragonès gistaví:
- voi fer(e)
- vas fer(e)
- va fer(e)
- vom fer(e)
- voz fer(e)
- van fer(e)

O en aragonès ribagorçà:
- va fer
- vas fer
- va fer
- vam fer
- vaz fer
- van fer

El benasquès (parlat a l'entorn de la vall de Benasc) és un dialecte de transició entre l'aragonès i el català, amb trets gascons, i amb alguns trets en comú amb el dialecte del ribagorçà tenint fortes influències catalanes, aragoneses i occitanes. Aquesta parla té tres zones, la nord té més trets catalans, i les altres dues zones, sud i est, tenen més trets aragonesos. La principal característica aragonesa del benasquès respecte al català és la diftongació de vocals: uello, hue, vediello, portiello, agüerro, viengo, tiengo, quiero, puesco, nuevo, fuella, martiello, ye, yes.

## Història de la llengua

### Edat Mitjana
Vegeu també l'article navarrès-aragonès.

Mapa cronològic que mostra l'evolució territorial de l'aragonès

Té com a origen el dialecte llatí que es va formar a les valls pirinenques aragoneses i les terres navarreses al sud de les valls de l'Ega, l'Arga i l'Aragón durant els segles vii i viii sobre un substrat acusadament basc. Entre els lingüistes, l'aragonès també rep, en el seu període medieval, la denominació de navarroaragonès per la inicial dependència aragonesa del Regne de Navarra.
L'expansió del Regne d'Aragó cap al sud sobre terres musulmanes portaria aquesta la llengua per tot el territori conquerit, i foren els segles xiii i xiv quan la llengua hi va tenir la seua màxima extensió. La unió dinàstica del Regne d'Aragó amb el comtat de Barcelona en el que seria la corona d'Aragó va suposar una important influència de la llengua catalana sobre l'aragonesa. La cancelleria reial tindria el llatí, el català i l'aragonès com a llengües d'ús habitual, i ocasionalment l'occità, si bé s'utilitzarà un aragonès que també anirà adquirint ja molts trets castellans.
Amb la instauració, el 1412, de la dinastia Trastàmara, el castellà es va anar convertint progressivament en la llengua de la cort i de la noblesa aragonesa. Les classes altes i els nuclis urbans foren els primers focus de castellanització, i l'aragonès quedà cada vegada més relegat a llengua d'àmbit rural o domèstic, sofrint un desprestigi social progressiu. Això mateix va passar-li també al català.

### Edat Contemporània
Els segles posteriors al Decret de Nova Planta de Felip V d'Espanya, la supressió de la independència política d'Aragó i la repressió lingüística de la dictadura franquista del segle xx, juntament amb altres factors socials, suposarien la implantació gairebé total de la llengua castellana a Aragó, i també a Catalunya, on tanmateix no va tenir tant d'impacte. La desaparició de la llengua a l'alta muntanya va accelerar-se amb el turisme i les grans obres públiques dutes a terme després de la Guerra Civil Espanyola, que va portar nombrosa població castellanoparlant.
A partir de la transició democràtica, van començar a sorgir diferents associacions defensores i promotores de l'idioma, com també molts intents d'estandardització a partir dels diferents dialectes. Alguns aragonesos van començar també a aprendre l'aragonès com a segona llengua. Segons el Cens de 2011, hi ha 25.500 parlants a tot Aragó, bona part dels quals fora de l'àrea de predomini lingüístic. Segons l'enquesta feta pel Govern d'Aragó (2000), el nombre de parlants a l'Alt Aragó no és superior als 25.000, dels quals 13.000 són parlants inicials de la llengua.
L'aragonès és una de les llengües europees amb un major perill d'extinció actualment. Continua tenint molt poca ajuda per part de les institucions, i el seu estat de conservació és cada vegada més precari entre els parlants natius, d'una banda per la baixa transmissió de la llengua als fills, i de l'altra de la progressiva castellanització de la llengua.
Abans i prop del 1991, Rafael Andolz va fer un treball de camp durant quatre anys visitant distints pobles de parla aragonesa. En el seu treball lexicogràfic va constatar que hi havia una castellanització de les parles aragoneses amb un decreixement important de la població aragonesaparlant. Alhora estaven apareixent productors de literatura en aragonès.
L'any 1999, s'aprovà la Llei de Patrimoni Cultural Aragonès, que en el seu article 4t afirma que «l'aragonès i el català, llengües minoritàries d'Aragó, en l'àmbit de les quals estan compreses les diverses modalitats lingüístiques, són una riquesa cultural pròpia». Des del 1996, l'Estatut d'Autonomia d'Aragó requereix l'aprovació d'una llei de llengües a les corts d'Aragó, mandat que fins ara ha estat desatès pels governs populars, socialistes i regionalistes. L'ensenyament és íntegrament en castellà, amb l'assignatura opcional en aragonès en algun nucli.
S'han creat diverses organitzacions per provar de regularitzar l'ús de la llengua:
- Academia de l'Aragonés, creada el mes de juliol del 2006, dins del II Congreso de l'Aragonés.
- Consello d'a Fabla Aragonesa.
- Sociedat de Lingüística Aragonesa.
- Asociación Nogará.

Poc abans de Nadal del 2009, les corts d'Aragó van aprovar finalment la Llei d'ús, protecció i promoció de les llengües pròpies de l'Aragó. La llei mana crear dues acadèmies de llengua, l'una per a la llengua aragonesa i l'altra per a la llengua catalana dintre d'Aragó.

Evolució geogràfica de l'aragonès.
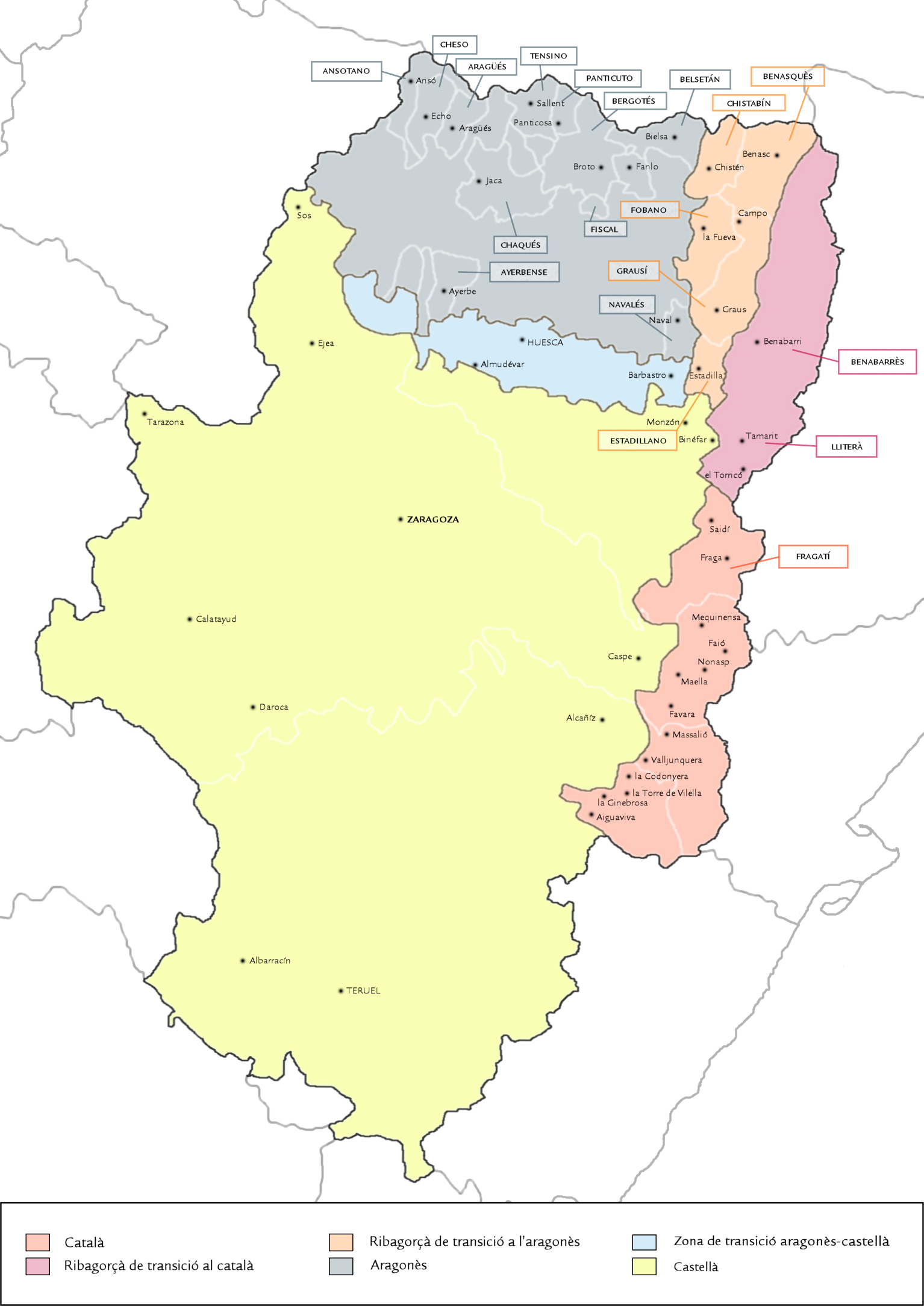
Varietats lingüístiques de l'Aragó
Predominis lingüístics de l'Aragó segons la Llei de llengües

### LAPAPYP
La «llengua aragonesa pròpia de les àrees pirinenca i prepirinenca» (també coneguda de forma extraoficial com «LAPAPYP» o «lapapyp») fou un glotònim artificiós utilitzat des d'instàncies oficials del Govern d'Aragó per referir-se a l'aragonès, d'acord amb la Llei de llengües aprovada el 9 de maig de 2013 a les Corts d'Aragó. Aquesta llei també preveia la creació d'una Acadèmia Aragonesa de la Llengua amb l'objectiu de determinar els topònims i noms oficials aragonesos.
Aquesta nova denominació va néixer arran d'una iniciativa de la Diputació General d'Aragó, el Projecte de llei d'ús, protecció i promoció de les llengües i modalitats lingüístiques pròpies d'Aragó, que va ser aprovat al parlament d'Aragó amb els vots favorables del Partit Popular i del Partit Aragonès, tot i els vots en contra del Partit Socialista Obrer Espanyol (PSOE), Chunta Aragonesista (CHA) i Esquerra Unida (IU). Des de Catalunya, però, Convergència Democràtica de Catalunya s'hi va manifestar en contra.
Aquesta llei suposava la derogació de l'anterior Llei de llengües, de l'any 2009. Els seus promotors afirmaren que l'antiga llei «dividia als aragonesos, i que ni els seus creadors van complir», que l'aplicació d'aquella suposaria una despesa total de «prop de 39 milions d'euros» i que va ser elaborada amb «un criteri social i cultural». Els seus opositors, per contra, sosteniren que aquesta denominació no tenia «rigor acadèmic» i la qualificaren de «ridícul i vergonya». Totes les esmenes presentades per l'oposició (73 de PSOE, 53 de CHA i 42 d'IU) van ser rebutjades.
El gener del 2016, però, amb l'abolició de la llei, la designació fou suprimida.

## Característiques
Alguns dels trets característics de l'aragonès són:
- Les Ĕ i Ŏ (e i o breus) tòniques del llatí vulgar, pronunciades [ɛ] i [ɔ], s'han convertit en els diftongs [je] i [we], per exemple VET'LA > viella (es.: vieja, cat.: vella). Sovint la diftongació de Ĕ pot ser [ja] en parlars centrals i però la de Ŏ sempre és [ue] (fuella, uello). En la majoria dels parlars orientals aquesta diftongació no és sistemàtica i es manté el [ɛ] i [ɔ], per exemple FESTUM > festa (es.: fiesta, cat.: festa).
- Pèrdua de la -E final no accentuada, exemple GRANDE > gran (es.: grande, cat.: gran).
- Es conserva la F- al començament, exemple FILIU > fillo (es.: hijo, cat.: fill).
- La iod romanç (GE-, GI-, I-) es converteix en africada palatal sorda [ʧ], representat amb ch o g/j segons la grafia, exemple IUVEN > joven/choven (es.: joven, cat.: jove), GELARE > gelar/ chelar (es.: helar, cat.: gelar).
- En dialectes occidentals, igual que en portuguès i gallec, els grups cultes romanços /-ult-/ i /-ct-/ passen a [jt], exemple FACTU > feito (es.: hecho, cat.: fet). Per altra banda, en els dialectes orientals i centrals, l'evolució d'aquests grups varia i fa en alguns casos com en català, en d'altres com en els esmentats prèviament i en d'altres de manera independent, exemples MULTUM > muto, multo, molto (es.: mucho, cat.: molt) o FACTU > feto o feit (es.: hecho, cat.: fet)
- Els grups /-x-/, /-ps-/ i /scj-/ són una fricativa palatal sorda ix [ʃ], exemple: COXU > coixo (es.: cojo, cat.: coix).
- Els grups -Lj-, -C'L-, -T'L- es converteixen en lateral palatal 'll' [ʎ], exemple: MULIERE > muller (es.: mujer, cat.: muller), ACUT'LA > agulla (es.: aguja, cat.: agulla).
- La -B- llatina es conserva a les terminacions de l'imperfet d'indicatiu en la segona i tercera conjugació: teneva/teneba (es.: tenía, cat.: tenia). Aquest tret és compartit amb el català pallarès i ribagorçà.
- Existeixen pronoms adverbials evolucionats a partir de ENDE → en/ne ('ne/en/n'/'n') i IBI→ bi/hi/hie ('hi').
- Construccions negatives: si cosa quiers, no queda guaire, si guaire pleve, no pas yo, no pas tanto

## Codificació

### Ortografia
L'aragonès coneix tres ortografies no oficials concurrents:
- La grafia d'Osca (grafía de Uesca). Va ser majoritària en l'ús, però no completament generalitzada encara que hagi estat emprada institucionalment; ara per ara el seu ús experimenta una devallada. Es fixà el 1987 amb una convenció que es tingué a Osca. És sostinguda pel Consello d'a Fabla Aragonesa (CFA, Consell de la Parla Aragonesa). El seu principi és notar els fonemes de manera quasi uniforme, sense tenir en compte l'etimologia. Per exemple, v i b són uniformitzats en b; també ch, j, g(+e), g(+i) són uniformitzats en ch… Certes solucions calquen l'espanyol (ñ, accents gràfics).
- La grafia SLA va aparèixer el 2004 amb la fundació de la Sociedat de Lingüistica Aragonesa (SLA, Societat de Lingüística Aragonesa). És minoritària en l'ús. Sorgeix per reemplaçar la grafia d'Osca, que es considera massa castellanitzada. La característica principal d'aquesta grafia és que en comptes de copiar directament les solucions gràfiques d'altres idiomes, es fa una reconstrucció de l'evolució que hauria fet l'aragonès de l'època medieval, a on no patia una minorització tan contundent. Això comporta una aproximació a la família de les llengües occitanorromàniques, a on hi ha el català i l'occità. Aquesta ortografia segueix principis de historicitat (doncs recorre a la tradició lingüística pròpia), coherència paradigmàtica, identitat i funcionalitat. Un exemple d'això seria l'ús distint de v i b, com en aragonès medieval; també en el fet que no hi ha una abús de ch, doncs s'empra j (+a,+o,+u) i g(+e,+i) a on segons l'etimologia i la tradició literària aragonesa corresponen. A més, s'escriu ny en lloc de ñ i es fa servir ç d'una manera semblant a la catalana. No cerca la diasistematicitat, doncs proposa l'ús de la grafia 'ix' en les variants centre-orientals i la grafia 'x' en les variants centre-occidentals per tal de representar [iʃ] i [ʃ], respectivament: buixo (oriental) i buxo (occidental). Els accents gràfics funcionen semblants al català i a occità.
- L'ortografia de l'Academia de l'Aragonés. La manca de generalització completa de la grafia d'Osca i la seva contestació per l'SLA van originar la creació de l'Academia de l'Aragonés (Acadèmia de l'Aragonès) el 2006. Aquest organisme nou ha rebut el suport d'institucions per trobar una ortografia més consensual i també per elaborar una varietat estàndard d'aragonès: el seu treball de codificació ortogràfica, la Propuesta Ortografica de l'Academia de l'Aragonés va ser publicat el 2010. L'ortografia proposta es basa en la ponderació dels principis d'historicitat, identitat, coherència paradigmàtica, diasistematicitat, i funcionalitat. La solució adoptada és parcialment d'acord amb l'etimologia i l'aragonès medieval (distinció etimològica de 'v' i 'b', ús de 'ny'). Altres aspectes reflecteixen la cerca de la coherència paradigmàtica i la diasistematicitat (com la grafia 'tz' per a plurals i formes verbals pronunciades /θ/ en aragonès general, però /ts/ en benasquès, tot i que és una grafia usada molt rarament en aragonès històric). Els accents gràfics funcionen semblants al castellà.

| Fonemes                                                | Grafia d'Osca | Grafia SLA | Ortografia estandarditzada de l'Academia de l'Aragonés |
| ------------------------------------------------------ | --- | --- | --- |
| /a/                                                    | a | a | a |
| /b/                                                    | b Ex: bien, serbizio, bal, autibo, cantaba, debán                                                                  | b, v segons l'etimologia, com en català i occità. Ex: bien, servício, val, activo, cantava, devant | b, v segons l'etimologia llatina, no sempre com en català i occità. Ex: bien, servicio, val, activo, cantaba, debant |
| /k/                                                    | - c - qu davant de e, i                                                                                            | - c - qu davant de e, i | - c - qu davant de e, i |
| /kw/                                                   | cu com en espanyol Ex: cuan, cuestión                                                                              | Etimològica (com en català i una mica com en occità): - qu davant de a, o. - qü davant de e, i. Ex: quan, qüestion. - cu quan al llatí sigui c. Ex: cuesta (COSTA), cuenta (COMPUTARE), cuallar/callar (COAGULARE)                                                                | Etimològica (com en català i una mica com en occità): - qu davant de a, o. - qü davant de e, i. Ex: quan, qüestión. - cu quan al llatí sigui c. Ex: cuesta (COSTA), cuenta (COMPUTARE), cuallar/callar (COAGULARE) |
| /tʃ/                                                   | ch Ex: chaminera, minchar, chustizia, cheografía                                                                   | - ch. - j (g davant de e, i) segons l'etimologia, com en català i occità. Ex: chaminera, minjar, justícia, geografia | ch Ex: chaminera, minchar, chusticia, cheografía |
| /d/                                                    | d | d | d |
| /e/                                                    | e | e | e |
| /f/                                                    | f | f | f |
| /g/                                                    | - g - gu davant de e, i                                                                                            | - g - gu davant de e, i | - g - gu davant de e, i |
| /gw/                                                   | - gu davant de a, o - gü davant de e, i                                                                            | - gu davant de a, o - gü davant de e, i | - gu davant de a, o - gü davant de e, i |
| h etimològica, muda des del llatí                      | No notada. Ex: istoria                                                                                             | Notada com en aragonès medieval i en català. Ex: história | Notada com en aragonès medieval i en català. Ex: historia |
| /i/                                                    | i | i | i |
| /l/                                                    | l | l | l |
| /ʎ/                                                    | ll | ll | ll |
| /m/                                                    | m | m | m |
| /n/                                                    | n | n | n |
| /ɲ/                                                    | ñ com en espanyol Ex: añada                                                                                        | ny com en aragonès medieval i com en català Ex: anyada | ny com en aragonès medieval i com en català Ex: anyada |
| /o/                                                    | o | o | o |
| /p/                                                    | p | p | p |
| /r/                                                    | r | r | r |
| /rr/                                                   | - rr - r- a l'inici d'un mot                                                                                       | - rr - r- a l'inici d'un mot | - rr - r- a l'inici d'un mot |
| /s/                                                    | s (també entre dues vocals, mai ss* )                                                                              | s (també entre dues vocals, mai ss* ) | s (també entre dues vocals, mai ss* ) |
| /t/                                                    | t | t | t |
| -t final etimològica, muda en aragonès contemporani    | No notada. Ex: soziedá, debán, chen                                                                                | Notada com en aragonès medieval, en català i en occità. Ex: sociedat, devant, gent | Notada com en aragonès medieval, en català i en occità. Ex: sociedat, debant, chent |
| /u, w/                                                 | u | u | u |
| /jʃ/ (dialectes orientals) /ʃ/ (dialectes occidentals) | x Ex: baxo | - ix (dialectes orientals). - x (dialectes occidentals). Ex: baixo (oriental) = baxo (occidental) | ix Ex: baixo |
| /j/                                                    | - y a l'inici d'un mot i entre dues vocals - i en els altres casos                                                 | - y a l'inici d'un mot i entre dues vocals - i en els altres casos | - y a l'inici d'un mot i entre dues vocals - i en els altres casos |
| /θ/                                                    | z Ex: zona, Probenza, fez, corz, zentro, serbizio, reyalizar.                                                      | - z davant de a, o, u, a l'inici d'un mot. - ç davant de a, o, u, a l'interior d'un mot. - z a la fi d'un mot. - c davant de e, i. - z en els mots internacionals (mots cultes grecs, manlleus, amb una z a l'origen). Ex: zona, Provença, fez, corz, centro, servício, realizar. | - z davant de a, o, u i a final d'un mot. - tz a la fi d'un mot en cas d'un plural que té una -t etimològica al singular, i a certes formes verbals (cinquena persona) - c davant de e, i. - z en els mots internacionals (mots cultes grecs, manlleus, amb una z a l'origen). Ex: zona, Provenza, fetz, cortz, centro, servicio, realizar. |
| Formes cultes                                          | Es noten les tendències a l'assimilació. Ex: dialeuto, estensión però lecsico.                                     | No es noten totes les tendències a l'assimilació. Ex: dialecto, extension i lexico. | No es noten totes les tendències a l'assimilació. Ex: dialecto, extension i lexico. |
| Notació de l'accent tònic (en negreta en els exemples) | Model espanyol. Ex: - istoria, grazia, serbizio - mitolochía, cheografía, María, río - atenzión - choben, cantaban | Model català i occità. Ex: - história, grácia, servício - mitologia, geografia, Maria, rio - atencion - joven, cantavan ('jove, cantaven') | Model simplista - Paraules agudes que acaben en vocal única, en n o en s, especialment verbs: Ex. trobé, dentrarás - Paraules amb hiatus i la tònica és una vocal tancada: Ex. fería, vehíclo, Paúl - Marca diacrítica |

### Estandardització
L'Acadèmia Aragonesa de la Llengua (que inclou l'Instituto de l'Aragonés i l'Institut Aragonès del Català), creada a partir de la llei de 2013 d'ús, promoció i protecció de les llengües d'Aragó, fixava d'una manera legal deu anys més tard, l'abril de 2023, una norma ortogràfica estàndard per a l'aragonès que havia estat motiu de fortes dissensions entre diverses entitats durant les darreres dècades.
El procés per a una varietat estàndard de l'aragonès que s'estava elaborant topava amb dues concepcions divergents.
- Els partidaris de la grafia d'Osca (en particular el Consello d'a Fabla Aragonesa) elaboren xic a xic una varietat estàndard dita aragonès comú, que selecciona més els trets occidentals que orientals i trets molt minoritaris i locals. Però, certs punts encara no s'han completament fixat. S'ha de preferir els participis passats en -ato -ata o bé en -au -ada. S'ha d'admetre la forma ro/ra per l'article definit, al costat de les formes més extenses o/a i lo/la.
- Els partidaris de la grafia SLA (en particular la Sociedat de Lingüistica Aragonesa) observen i critiquen que el model precedent de l'aragonès comú, que l'anomenen pejorativament «neoaragonès», s'ha fixat amb molta imprudència, amb un desconeixement dels dialectes reals i amb tries molt artificials. Segons l'SLA, això provocaria una desconnexió greu entre els parlants naturals i un estàndard ineficaç. L'SLA preconitza de fer un estudi més aprofundit dels dialectes i de crear estàndards dialectals, que servirien de base, eventualment, a una varietat estàndard més general i ulterior, però connectada amb el coneixement real dels dialectes. També l'SLA insisteix en el fet que el benasquès és intermediari entre l'aragonès i el català i, per tant, ha de rebre un estàndard adaptat.

## Literatura

### Publicacions periòdiques
Fuellas és un magazine fet per parlants d'aragonès des del any 1978.
El Güesque és un magazine fet per parlants d'aragonès que miren de posar l'aragonès dins del panorama de la literatura actual. Es compon principalment d’històries en diferents gèneres, de poemes i d'il·lustracions. La majoria dels textos són en el dialecte ribagorçà (o oriental), però també n'hi ha en el central.

## Sociolingüística

### Educació
Vegeu l'informe sobre l'ensenyament de l'aragonès de Martínez i Paricio (2016) (en anglès).

### Entitats
- L'Asociación Consello d'a Fabla Aragonesa, o simplement Consello és una associació cultural creada el 1978 a Osca que treballa per la promoció, la defensa i l'ensenyament de l'aragonès. Realitza cursos d'aquesta llengua en Osca.
- L'Asociación Cultural Nogará-Religada, o simplement Nogará, és una associació cultural creada el 1990 a Saragossa que treballa per la promoció, la defensa i l'ensenyament de l'aragonès. Realitza cursos d'aquesta llengua en la Ribera de l'Ebre, i gestiona des del 1996 l'Escuela d'Aragonés, on oferix activitats complementàries per a fomentar l'ús de l'aragonès, especialment als territoris on es parlava històricament. Publica la revista O Espiello des del 2001 i organitza anualment les Chornadas de as Luengas d'Aragón. L'any 2007, va distribuir un osset de peluix que ensenya aragonès als més petits. L'any 2009, el coordinador de l'associació, Fernando Sánchez, exigí la cooficialitat de l'aragonés i el català perquè no fossin idiomes «de segona categoria».

### L'aragonès a la xarxa
La presència de l'aragonès a la xarxa és encara discreta, però augmenta ràpidament. Fins al 2005 era gairebé inexistent; n'hi havia portals com Charrando.com i Consello.org, però no hi havia un compromís generalitzat per a introduir-lo a internet. La joventut compromesa amb l'idioma ha fet que la situació canviés, sobretot després de la publicació de la Proposta Ortogràfica a finals del 2010, que va donar suport i coherència en l'escriptura.
La Viquipèdia en aragonès (en aragonès: Biquipedia en aragonés) és l'edició en aragonès de la Viquipèdia. Va ser creada el 21 de juliol del 2004, encara que el seu primer article (Antares) es va editar el 2 d'agost del mateix any per un usuari anònim. És la 71a Viquipèdia més grossa per nombre d'articles i la primera Viquipèdia per nombre d'articles en relació al nombre de parlants.

## Influència sobre altres llengües
L'aragonès ha exercit una certa influència al llarg del temps sobre el lèxic de llengües veïnes com el castellà, el català, el gascó o el basc, o en algun cas, llengües amb les quals ha tingut algun contacte històric, com el sard. En el cas del castellà, algunes paraules incorporades plenament a la llengua, com ara faja "faixa" o chepa "gep", són d'origen aragonès, i el diccionari oficial de la Real Academia Española compta en les darreres versions amb vora 750 mots aragonesos, si bé van sobrepassar el miler en edicions anteriors i mots que haurien de dur marca d'aragonesisme (picaraza "garsa", laminero "llaminer", fardacho "llangardaix", etc.) no en porten. La influència del substrat de la llengua és encara evident en el castellà parlat avui dia a l'Aragó, així com al del sud de Navarra, l'est de La Rioja, l'oest del País Valencià o l'horta murciana. En català, la influència de l'aragonès és fa més palesa en les varietats occidentals; mots com ara gaiata, totxo, catxurrera o fato són considerats aragonesismes, i en podem trobar algun de ben antic i d'ús generalitzat, com pernil. Els contactes transpirinencs amb terres occitanes es redueixen pel que fa a l'aragonès als parlars gascons, sobretot del Bearn, on podrien ser aragonesismes paraules com barràncou "barranc", balhuaco "cugula" o totchou "bastó". A Sardenya, per al Carduelis carduelis, coexisteixen al sard formes derivades tant del català cadernera com de l'aragonès cardelina.

## Polèmica sobre si és llengua o llengües
Rafael Andolz parla de llengües més que de llengua aragonesa.